# Screw
Screw (pisane również jako SCREW) – japoński rockowy zespół visual kei współpracujący z wytwórnią PSC Company. Zespół powstał w marcu 2006 roku. Status major uzyskali 17 października 2012 roku wraz z wydaniem singla XANADU. 1 listopada 2016 roku odbędzie się ostatni koncert zespołu.

## Członkowie

### Obecni
- Byou (jap. 鋲) – wokal
- Kazuki (jap. 和己) – gitara
- Manabu (jap. マナブ) – gitara
- Jin (jap. ジン) – perkusja

### Byli
- Rui (jap. ルイ) – gitara basowa (2006-2014)[3]
- Yūto (jap. ゆうと) – gitara basowa (2006–2009)

## Dyskografia

### Albumy
- Fusion of the core (14 marca 2007)
- X-RAYS (16 września 2009)
- TOUR09 X-RAYS OF SCREW and ANAPHYLAXIS （9 stycznia 2010）
- DUALITY (17 listopada 2010)
- BIRAN (jap. 糜爛-BIRAN-) (15 lutego 2012)
- SCREW (10 lipca 2013)
- PSYCHO MONSTERS (20 sierpnia 2014)
- BRILLIANT (30 marca 2016; Best Album)

### Minialbumy
- Nanairo no reienka (jap. 七色ノ冷艶歌) (12 lipca 2006)
- VENOM (12 września 2007)
- VIRUS (3 października 2007)
- RACIAL MIXTURE (4 sierpnia 2009)
- Konsui (22 kwietnia 2015)
- Kakusei (19 sierpnia 2015)

### Single
- Nejireta Shiso (jap. ネジれた紫想) (24 maja 2006)
- Nejireta Shiso 2nd Press (jap. ネジれた紫想 2nd press) (2 czerwca 2006)
- Sakuran SCREAM (jap. 錯乱SCREAM) (25 października 2006)
- HEARTLESS SCREEN (22 listopada 2006)
- FINALE OF SCREW (20 grudnia 2006)
- RAGING BLOOD (27 lutego 2008)
- Wailing Wall (13 sierpnia 2008)
- Gather Roses (18 listopada 2008)
- Cursed Hurricane (12 maja 2010)
- ANCIENT RAIN (9 czerwca 2010)
- DEEP SIX (23 marca 2011)
- BRAINSTORM (24 sierpnia 2011)
- XANADU (17 października 2012)
- Teardrop (6 lutego 2013)
- CAVALCADE (6 listopada 2013)
- FUGLY (23 kwietnia 2014)

### DVD
- The Third Anniversary ～Shinka e no Kakusei～ (jap. The Third Anniversary ～心火への覚醒～)
- SCREW 5th Anniversary ONEMAN TOUR 2011「GO INTO HIGH GEAR」 (10 sierpnia 2011)